# Kognitivna lingvistika
Kognitivna lingvistika je interdisciplinarna grana lingvistike koja kombinuje znanja i istraživanja iz psihologije i iz lingvistike. Ona opisuje interakciju između jezika i kognicije, zatim to kako jezik oblikuje naše misli i opisuje evoluciju jezika paralelno sa promenom tipičnog mentaliteta kroz vreme.
Prema rečniku Merriam-Webster, reč "kognitivno" se definiše kao "ono što uključuje, što jeste samo po sebi ili je povezano sa svesnom intelektualnom aktivnošću (kao što je mišljenje, rasuđivanje ili pamćenje)". Ovaj rečnik takođe definiše lingvistiku kao "proučavanje ljudskog govora uključujući jedinice, prirodu, strukturu i promenu jezika". Kombinacijom ove dve definicije dobijamo predstavu o pojmovima i idejama koje se razmatraju u oblasti kognitivne lingvistike. U okviru kognitivne lingvistike, analiza pojmovne i iskustvene osnove lingvističkih kategorija je od primarne važnosti. Formalne strukture jezika se ne proučavaju kao da su autonomne, već kao odrazi opšte organizacije pojmova, principa kategorizacije, mehanizama obrade i iskustvenih i sredinskih uticaja.
S obzirom da kognitivna lingvistika vidi jezik kao nešto što je ugrađeno u sveukupne kognitivne kapacitete ljudskih bića, teme od posebnog interesa za ovu granu lingvistike su: strukturne karakteristike kategorizacije prirodnog jezika (kao što su: prototipičnost, sistematska polisemija, kognitivni modeli, mentalne slike i konceptualna metafora); funkcionalni principi lingvističke organizacije (kao što su ikoničnost i prirodnost); konceptualni interfejs između sintakse i semantike (kao što ga istražuju kognitivna gramatika i gramatika konstrukcija); iskustvena i pragmatička pozadina jezika u upotrebi; i odnos između jezika i misli, uključujući pitanja o lingvističkoj relativnosti i konceptualnim univerzalijama.
Ono što povezuje različite vrste kognitivne lingvistike je verovanje da lingvističko znanje ne uključuje samo znanje jezika, već i znanje o svetu čiji je posrednik jezik. Pored toga, kognitivna lingvistika smatra da je jezik istovremeno utelovljen i situiran u posebnom okruženju.

## Istorija
Kognitivna lingvistika je relativno moderna grana lingvistike. Njeni začetnici su Džordž Lejkof i Ronald Langaker. Lejkof je skovao termin "kognitivna lingvistika" 1987. godine u jednoj od svojih najpoznatijih knjiga "Žene, vatra i opasne stvari". On je već pre toga napisao mnoge publikacije koje razmatraju ulogu različitih kognitivnih procesa uključenih u upotrebu jezika. Neke od tih prethodnih publikacija su "Uloga zaključivanja u gramatici" i "Lingvistika i prirodna logika".
U radu objavljenom 1975, "Kognitivna gramatika: Neka preliminarna nagađanja", skovao je i termin "kognitivna gramatika". Ubrzo pošto se pojavila oblast kognitivne lingvistike, Lejkof je bio kritikovan od strane mnogih istaknutih lingvista. Međutim do kraja 80-tih godina, ova oblast je privukla pažnju mnogih i počela je da se razvija.
Časopis Kognitivna lingvistika je osnovan 1990. godine kao prvi časopis specijalizovan za istraživanja u ovoj oblasti.

## Tri centralna stanovišta
Kognitivni lingvisti odbijaju teoriju da um ima nekakav modul za usvajanje jezika koji je jednistven i autonoman. Ovo je u suprotnosti sa stavom Noama Čomskog i ostalih zastupnika generativne gramatike. Iako kognitivni lingvisti ne osporavaju da je deo ljudske lingvističke sposobnosti urođen, osporavaju to da je on odvojen od ostatka kognicije. Oni prema tome odbijaju rasprostranjeno mišljenje u kognitivnoj nauci prema kome ima dokaza za modularnost jezika. Udaljavajući se od tradicije semantike zasnovane na istinitosnim uslovima, kognitivni lingvisti vide značenje kao konceptualizaciju. Umesto viđenja značenja kao modela sveta, oni ga vide kao mentalne prostore.
Oni zastupaju stanovište da je znanje lingvističkih fenomena - tj. fonema, morfema i sintakse - suštinski konceptualno u svojoj prirodi. Međutim, ističu da skladištenje i pronalaženje lingvističkih podataka nije značajno drugačije od skladištenja i pronalaženja drugih znanja, i da upotreba jezika u razumevanju koristi slične kognitivne sposobnosti onima koje se koriste za druge zadatke koji nisu lingvistički.

## Literatura
- Merriam-Webster Collegiate Dictionary. Merriam-Webster, Incorporated. 2003. стр. 240,724. ISBN 978-0-87779-809-5.

## Spoljašnje veze
- Kognitivna lingvistika i jezički znak
- Savremeni pristup poimanju jezika